# Gaura drummondii
Gaura drummondii là một loài thực vật có hoa trong họ Anh thảo chiều. Loài này được (Spach) Torr. & A.Gray mô tả khoa học đầu tiên năm 1840.